# Hugh Roddin
Hugh Roddin est un boxeur écossais né le 10 mars 1887 à Musselburgh et mort le 3 mars 1954 à Brooklyn, New York.

## Carrière
Représentant l'Edinburgh Amateur Gymnastic Society , il remporte aux Jeux olympiques d'été de 1908 à Londres la médaille de bronze dans la catégorie poids plumes. Après une victoire aux points face à John Lloyd, Roddin perd en demi-finale contre Charles Morris.

## Palmarès

### Jeux olympiques
- Jeux olympiques d'été de 1908 à Londres[1] (poids plumes)

## Référence
1. ↑  (en) Résultats des Jeux olympiques 1908 (amateur-boxing.strefa.pl)